# Вертлюжна гармата

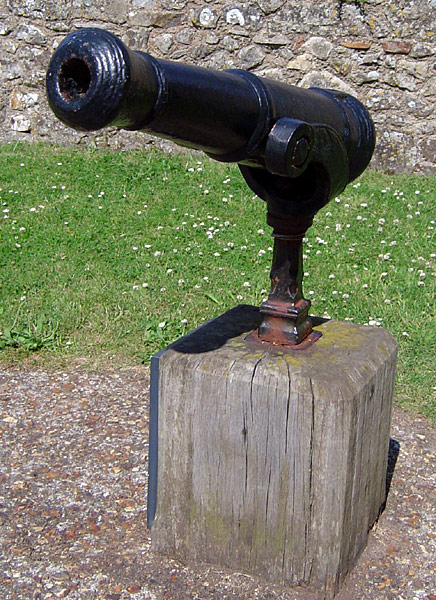
Вертлюжна гармата

Вертлюжна гармата — невелика гармата, що змонтована на вертлюзі. На відміну від звичайної гармати, вертлюжна гармата не мала лафета. Така гармата за допомогою вертлюга з шарнірами могла вільно поверталася по горизонталі та вертикалі. Деякі вертлюжні гармати заряджалися з казенника, інші з дула. Вертлюжні гармати використовувалися в XV—XIX століттях як в сухопутних військах, так і на флоті. У тому числі активно застосовувалися для захисту фортифікаційних укріплень.
Головним завданням вертлюжних гармат було ураження піхоти противника. Ототожнення вертлюжних гармат з кулевринами є помилковим, кулеврина це будь-яка гармата з ребристим стволом, незалежно від калібру, величини чи конструктивних особливостей (у тому числі наявності лафета).
Перевагами вертлюжної гармати були висока швидкість наведення на ціль, висока скорострільність, мала вага. Недоліками вертлюжної гармати була обмежена потужність і величина, тому що вертлюг не міг витримати відбою пострілу великої гармати, також дуже проблематичним було втримання ваги великої гармати. Ненадійні вертлюги ламалися під час стрільби.